# Kenianische Leichtathletik-Meisterschaften 2019
Die Kenianischen Leichtathletik-Meisterschaften 2019 wurden vom 20. bis zum 22. August im Nyayo National Stadium in der Hauptstadt Nairobi ausgetragen.
Ursprünglich sollten die Meisterschaften gleichzeitig auch als Qualifikationswettbewerb (Trials) für das kenianische Team bei den Leichtathletik-Weltmeisterschaften 2019 dienen. Zwei Wochen vor der Austragung verschob der kenianische Leichtathletik-Verband (Athletics Kenya) die Trials aber auf den 12. und 13. September. Begründet wurde dies mit den Wünschen mehrerer Topathleten, am im selben Zeitraum stattfindenden Wettkämpfen der IAAF Diamond League (Birmingham Grand Prix am 18. August und Meeting de Paris am 24. August) teilnehmen zu wollen. Einzig die Läufe über 10.000 Meter dienten weiterhin als Ausscheidungsrennen für das WM-Team, für das sich die Top 3 qualifizierte. Der 10.000-Meter-Sieger bei den Männern Geoffrey Kamworor verkündete allerdings, nicht an den Weltmeisterschaften teilzunehmen und sich stattdessen auf den New-York-City-Marathon 2019 konzentrieren zu wollen.

## Medaillengewinner

### Männer
| Disziplin                    | Gold                        | Leistung     | Silber               | Leistung     | Bronze               | Leistung     |
| ---------------------------- | --------------------------- | ------------ | -------------------- | ------------ | -------------------- | ------------ |
| 100 m (Wind: −1,4 m/s)       | Ferdinand Omanyala          | 10,48 s      | Samuel Chege         | 10,73 s      | Hesbon Ochieng       | 10,80 s      |
| 200 m (NWI)                  | Mike Mokamba                | 20,80 s      | Dan Kiviasi          | 20,82 s      | Samuel Chege         | 20,95 s      |
| 400 m                        | Alphas Kishoyian            | 45,55 s      | Alex Sampao          | 46,41 s      | Collins Omae Gichana | 46,42 s      |
| 800 m                        | Timothy Cheruiyot           | 1:43,11 min  | Jonathan Kitilit     | 1:44,50 min  | Cornelius Tuwei      | 1:45,30 min  |
| 1500 m                       | Elijah Manangoi             | 3:37,36 min  | Kumari Taki          | 3:37,44 min  | Justus Soget         | 3:38,51 min  |
| 5000 m                       | Daniel Simiu Ebenyo         | 13:15,92 min | Robert Kiprop        | 13:21,86 min | Michael Kibet        | 13:25,49 min |
| 10.000 m                     | Geoffrey Kamworor           | 27:24,76 min | Rhonex Kipruto       | 27:26,34 min | Rodgers Kwemoi       | 27:26,92 min |
| 110 m Hürden (Wind: 0,0 m/s) | Wiseman Mukhobe             | 14,26 s      | William Mutunga      | 14,36 s      | Kipkorir Rotich      | 15,22 s      |
| 400 m Hürden                 | Nicholas Kiprotich Chirchir | 49,43 s      | Ezekiel Bett         | 50,30 s      | John Gikonyo         | 51,17 s      |
| 3000 m Hindernis             | Benjamin Kigen              | 8:33,06 min  | Justus Lagat         | 8:34,71 min  | Kennedy Njiru        | 8:35,62 min  |
| 4 × 100 m Staffel            | Prisons                     | 39,95 s      | Kenya Defence Forces | 40,20 s      | Universities         | 40,31 s      |
| 4 × 400 m Staffel            | Kenya Defence Forces        | 3:04,56 min  | Police               | 3:06,34 min  | Central Rift         | 3:08,70 min  |
| 10.000 m Bahngehen           | Samuel Gathimba             | 40:30,8 min  | Samson Ndigiti       | 40:38,0 min  | Simon Wachira        | 41:27,9 min  |
| Hochsprung                   | Mathew Sawe                 | 2,15 m       | Asbel Kiprop         | 2,10 m       | Jeremiah Arua Garang | 2,10 m       |
| Stabhochsprung               | Kennedy Magut               | 4,10 m       | Weldon Kirui         | 3,90 m       | Micah Kogo           | 3,80 m       |
| Weitsprung                   | Bethwell Langat             | 7,64 m       | Kiplagat Ruto        | 7,59 m       | Tera Langat          | 7,54 m       |
| Dreisprung                   | Kiplagat Ruto               | 16,03 m      | Isaac Kirwa          | 15,97 m      | Elijah Kimitei       | 15,87 m      |
| Kugelstoßen                  | Benson Maina                | 16,47 m      | Peter Mwangi         | 15,33 m      | Leonard Bett         | 15,06 m      |
| Diskuswurf                   | Charles Chepkwony           | 48,45 m      | Benson Maina         | 45,04 m      | Kelvin Kimutai       | 44,08 m      |
| Hammerwurf                   | Dominic Ondigi Abunda       | 62,21 m      | Adelabert Museveni   | 57,38 m      | Denis Sakawa         | 53,66 m      |
| Speerwurf                    | Julius Yego                 | 84,16 m      | Alexander Kiprotich  | 74,56 m      | Ita Nao Leshan       | 69,30 m      |
| Zehnkampf                    | Edwin Too                   | 6911 Punkte  | Gilbert Koech        | 6721 Punkte  | Elijah Chesoen       | 6320 Punkte  |

### Frauen
| Disziplin                    | Gold                 | Leistung     | Silber               | Leistung     | Bronze              | Leistung     |
| ---------------------------- | -------------------- | ------------ | -------------------- | ------------ | ------------------- | ------------ |
| 100 m (Wind: −2,7 m/s)       | Monica Safania       | 12,36 s      | Fresha Mwangi        | 12,69 s      | Patricia Isichi     | 12,76 s      |
| 200 m (Wind: −0,2 m/s)       | Millicent Ndoro      | 23,48 s      | Eunice Kadogo        | 23,86 s      | Naomi Kiplangat     | 25,00 s      |
| 400 m                        | Mary Moraa           | 52,65 s      | Gladys Musyoki       | 54,13 s      | Nevian Michira      | 54,24 s      |
| 800 m                        | Jackline Wambui      | 2:00,01 min  | Emily Cherotich Tuei | 2:01,03 min  | Jarinter Mawia      | 2:02,10 min  |
| 1500 m                       | Winny Chebet         | 4:05,09 min  | Selah Busienei       | 4:05,43 min  | Judy Kiyeng         | 4:06,27 min  |
| 5000 m                       | Sheila Chepkirui     | 15:23,69 min | Dorcas Kimeli        | 15:26,05 min | Eva Cherono         | 15:27,73 min |
| 10.000 m                     | Agnes Jebet Tirop    | 31:25,00 min | Hellen Obiri         | 31:25,38 min | Rosemary Wanjiru    | 31:26,22 min |
| 100 m Hürden (Wind: 0,0 m/s) | Priscilla Tabunda    | 14,49 s      | Caroline Waiganjo    | 14,56 s      | Gladys Ngure        | 14,73 s      |
| 400 m Hürden                 | Veronica Kerubo      | 57,85 s      | Jane Chege           | 60,10 s      | Jerioth Gathogo     | 60,90 s      |
| 3000 m Hindernis             | Fancy Cherono        | 9:42,05 min  | Mercy Wanjiru        | 9:43,96 min  | Caroline Biwott     | 9:56,78 min  |
| 4 × 100 m Staffel            | Kenya Defence Forces | 46,97 s      | Prisons              | 48,64 s      | Eastern             | 49,31 s      |
| 4 × 400 m Staffel            | Police               | 3:37,32 min  | Kenya Defence Forces | 3:38,89 min  | Prisons             | 3:41,18 min  |
| 10.000 m Bahngehen           | Emily Ngii           | 48:17,6 min  | Grace Wanjiru Njue   | 48:17,9 min  | Sylvia Kemboi       | 49:46,8 min  |
| Hochsprung                   | Margaret Kingi       | 1,70 m       | Priscilla Tabunda    | 1,65 m       | Maureine Wafula     | 1,65 m       |
| Stabhochsprung               | Norah Jeptoo         | 2,80 m       | Caroline Cherotich   | 2,80 m       | Ruth Muendi         | 2,60 m       |
| Weitsprung                   | Maximila Imali       | 6,28 m       | Gloria Mbaika Mulei  | 5,91 m       | Petronilla Mwombe   | 5,81 m       |
| Dreisprung                   | Gloria Mbaika Mulei  | 12,98 m      | Petronilla Mwombe    | 12,72 m      | Ivine Chepkemoi     | 12,23 m      |
| Kugelstoßen                  | Felista Bosire       | 13,80 m      | Sarah Atieno         | 13,27 m      | Elizabeth Kasina    | 12,83 m      |
| Diskuswurf                   | Roselyn Rakamba      | 48,50 m      | Caroline Cherotich   | 42,97 m      | Monicah Langat      | 38,18 m      |
| Hammerwurf                   | Lucy Omondi          | 51,25 m      | Roselyn Rakamba      | 47,50 m      | Rebecca Kerubo      | 45,79 m      |
| Speerwurf                    | Salome Moraa         | 48,47 m      | Martha Musai         | 47,13 m      | Damacline Nyekereri | 46,73 m      |
| Siebenkampf                  | Ann Kandie           | 4320 Punkte  | Caroline Cherotich   | 4128 Punkte  | Cynthia Chesebe     | 3471 Punkte  |